# بورت وينتورث
بورت وينتورث (بالإنجليزية: Port Wentworth, Georgia)‏ هي مدينة تقع في مقاطعة تشاثام، جورجيا بولاية جورجيا في الولايات المتحدة. تبلغ مساحة هذه المدينة 42.7 (كم²)، وترتفع عن سطح البحر 7 م، بلغ عدد سكانها 5359 نسمة في عام 2010 حسب إحصاء مكتب تعداد الولايات المتحدة.

## أعلام
- فيل لويس
- بادي كارتر

## وصلات خارجية
- cityofportwentworth.com
- Cities & Counties - Georgia.gov